# (6523) Clube
(6523) Clube est un astéroïde de la ceinture principale aréocroiseur.

## Description
(6523) Clube est un astéroïde aréocroiseur. Il présente une orbite caractérisée par un demi-grand axe de 2,65 UA, une excentricité de 0,42 et une inclinaison de 26,6° par rapport à l'écliptique.

## Compléments